# Полевое (Алтайский край)
Полевое (также Алексейфельд, нем. Alexejfeld) — село в Немецком национальном районе Алтайского края, административный центр и единственный населённый пункт Полевского сельсовета. Основано в 1908 году
Население — 1178 (2021)

## История
Основано в 1908 году переселенцами из Причерноморья. До 1917 года меннонистское село Орловской волости Барнаульского уезда Томской губернии. Церковная община входила в меннонитскую общину Рейнфельд.
В период коллективизации в селе были сильны эмигрантские настроения. По мнению чекистов, Полевое было штаб-квартирой эмиграционного движения как в Немецком районе, так и во всем Славгородском округе. 9 декабря 1930 года были арестованы, а позже осуждены жители Полевого Я. И. Тейхриб и И. И. Тевс. Они обвинялись в организации выезда немцев на Амур и дальнейшего бегства в Харбин. В 1931 году был создан колхоз «Труд». В 1938 году в немецких школах было запрещено обучение на немецком языке (возобновлено с осени 1957 года).
В 1950 году в рамках кампании по укрупнению колхозов колхозы сёл Полевое, Угловое, Чертёж и Дягилевка были объединены в одно хозяйство с центром в селе Полевое — колхоз им. Тельмана. В 1954 году после объединения колхозов Чистовский сельсовет (создан в 1920 году) был переименован в Полевский.
31 мая 2006 года зарегистрирована компания СПК «Племзавод Сибирь»

## Физико-географическая характеристика
Село расположено в пределах Кулундинской равнины, относящейся к Западно-Сибирской равнине, на высоте 163 метра над уровнем моря. Рельеф местности равнинный. Село окружено полями. Распространены чернозёмы южные.
По автомобильным дорогам расстояние до районного центра села Гальбштадт — 29 км, до краевого центра города Барнаула — 380 км. Ближайший город Славгород расположен в 68 км от села.
Климат
Климат умеренный континентальный (согласно классификации климатов Кёппена-Гейгера — тип Dfb). Среднегодовая температура положительная и составляет +1,4° С, средняя температура самого холодного месяца января − 17,6 °C, самого жаркого месяца июля + 20,0° С. Многолетняя норма осадков — 324 мм, наибольшее количество осадков выпадает в июле — 57 мм, наименьшее в марте — 13 мм
Часовой пояс
Полевое, как и весь Алтайский край, находится в часовой зоне МСК+4. Смещение применяемого времени относительно UTC составляет +7:00.

## Население
| 1911  | 1926  | 1980  | 1989  | 1991  | 1995  | 1997  | 1998  | 1999  | 2000  | 2001  |
| ----- | ----- | ----- | ----- | ----- | ----- | ----- | ----- | ----- | ----- | ----- |
| 119   | ↗163  | ↗1148 | ↗1776 | ↘1667 | ↘1551 | ↗1740 | ↗1894 | ↘1686 | ↘1648 | ↘1625 |
| 2002  | 2003  | 2004  | 2005  | 2006  | 2007  | 2008  | 2009  | 2010  | 2011  | 2012  |
| ↘1537 | ↘1487 | ↘1463 | ↘1409 | ↘1408 | ↘1357 | ↗1467 | ↘1425 | ↘1263 | ↘1261 | ↘1234 |
| 2013  | 2014  | 2015  | 2016  | 2017  | 2018  | 2019  | 2020  | 2021  |       |       |
| ↘1210 | ↘1168 | ↘1139 | ↘1134 | ↗1159 | ↗1170 | ↗1198 | ↘1186 | ↘1178 |       |       |

В 1995 году немцы составляли 28 % населения села.

## Инфраструктура
В селе имеются средняя общеобразовательная школа, детский сад, сельская амбулатория, дом культуры, библиотека, центр немецкой культуры, церковь, дом быта, спорткомплекс, школа искусств, магазины, парикмахерская, кафе.